# فرانك كيويستا
فرانك كيويستا (بالإسبانية: Frank Cuesta) هو لاعب كرة مضرب ومقدم تلفزيوني وطبيب بيطري تايلاندي وإسباني، ولد في 16 أكتوبر 1971 في ليون في إسبانيا.